# Ballet comique de la reine
Het Ballet comique de la reine (Middelfrans: Balet comique de la royne; Nederlands: Komisch ballet van de koningin) is een 16e-eeuws balletstuk. Choreograaf Balthasar de Beaujoyeulx maakte het in opdracht van de Franse koningin Catharina de' Medici. Het ballet combineerde de Italiaanse traditie van geometrische groepsdansen met acteerwerk. Zulk danstheater was toen een nieuwe artistieke vorm. Het Ballet comique geldt daarom als het eerste ballet. Het werd opgevoerd op 15 oktober 1581 te Versailles, voor de verloving van Margarete van Lotharingen en de graaf van Joyeuse. Het succes van het stuk maakte van ballet een vast onderdeel van het amusement aan het Franse hof.
Het ballet ging over een edelman die aan de tovenares Circe ontsnapte. Het beeldde dit verhaal uit met een combinatie van dans, muziek en poëzie. De productie duurde vijf en een half uur. Zowel de koningin als koning Hendrik II traden er in op. Het stuk werd 'comique' genoemd omdat het een goed einde heeft, niet omdat het komisch was. Dichter Nicolas Filleul de La Chesnaye schreef het libretto. Jacques Patin ontwierp de kostuums en decors. De muziekmeester van het Franse hof, Jacques Salmon, leverde de score samen met componist Girard de Beaulieu.

## Kostuums en decor
Jacques Patin voorzag in de vormgeving van het ballet. De opvoering gebeurde met een décor simultané, waarbij de verschillende decorstukken gelijktijdig op scène staan. Deze methode was overgenomen uit het middeleeuws mysteriespel. Het ballet comique had drie scènes: de boomgaard van de god Pan, een vergulde boog met wolken die de hemel voorstelde, en de tuin en het paleis van Circe. Ook de kostuums waren rijkelijk. Circe droeg een zijden mantel met gouden en zilveren decoratie. Haar hoofd, hals en armen waren versierd met edelstenen en parels. Ze had ook een gouden toverstaf. De naiaden of waternimfen gingen gekleed in zilveren en karmijnrode sluiers.

## Galerij

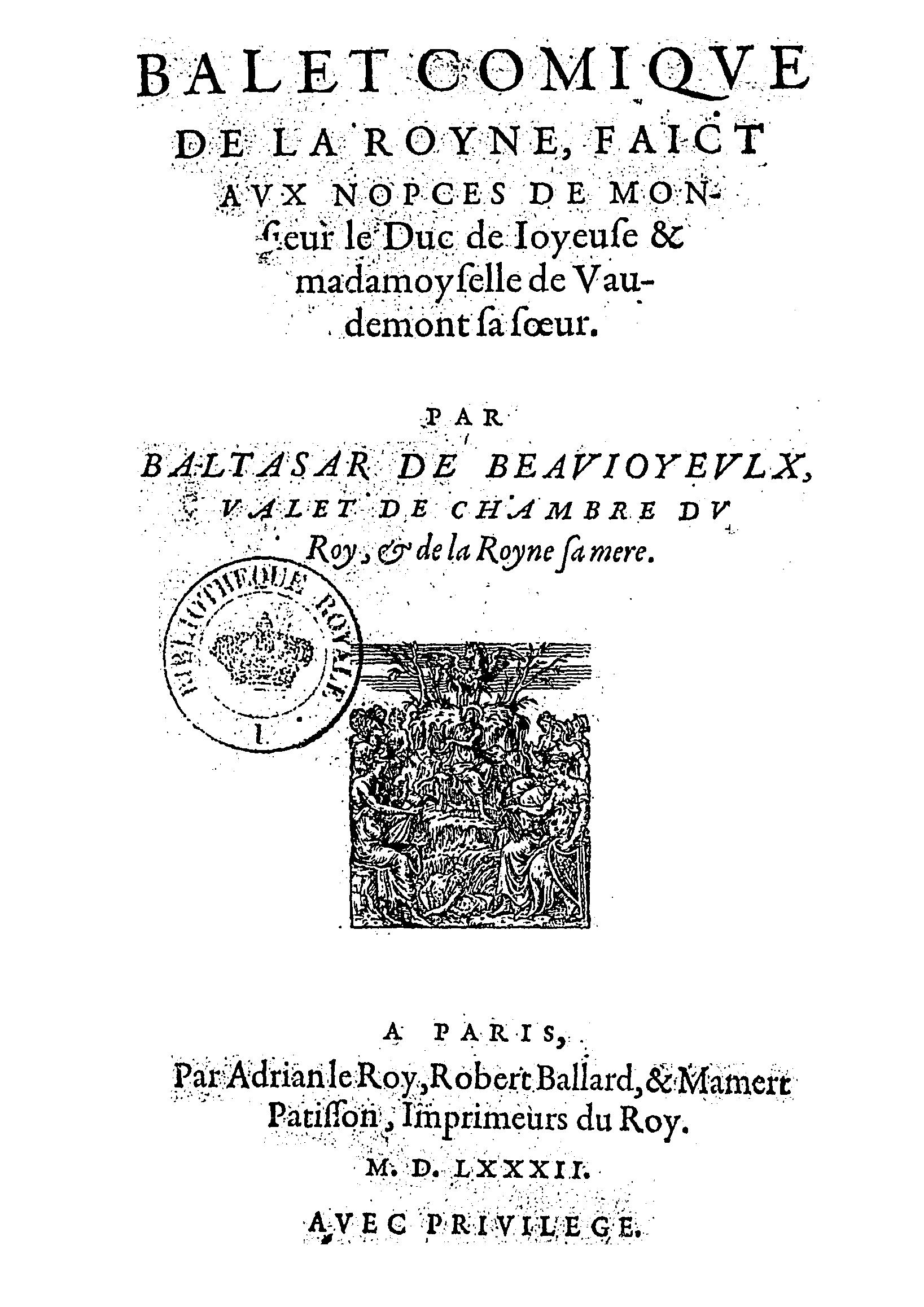
Titelpagina van het libretto
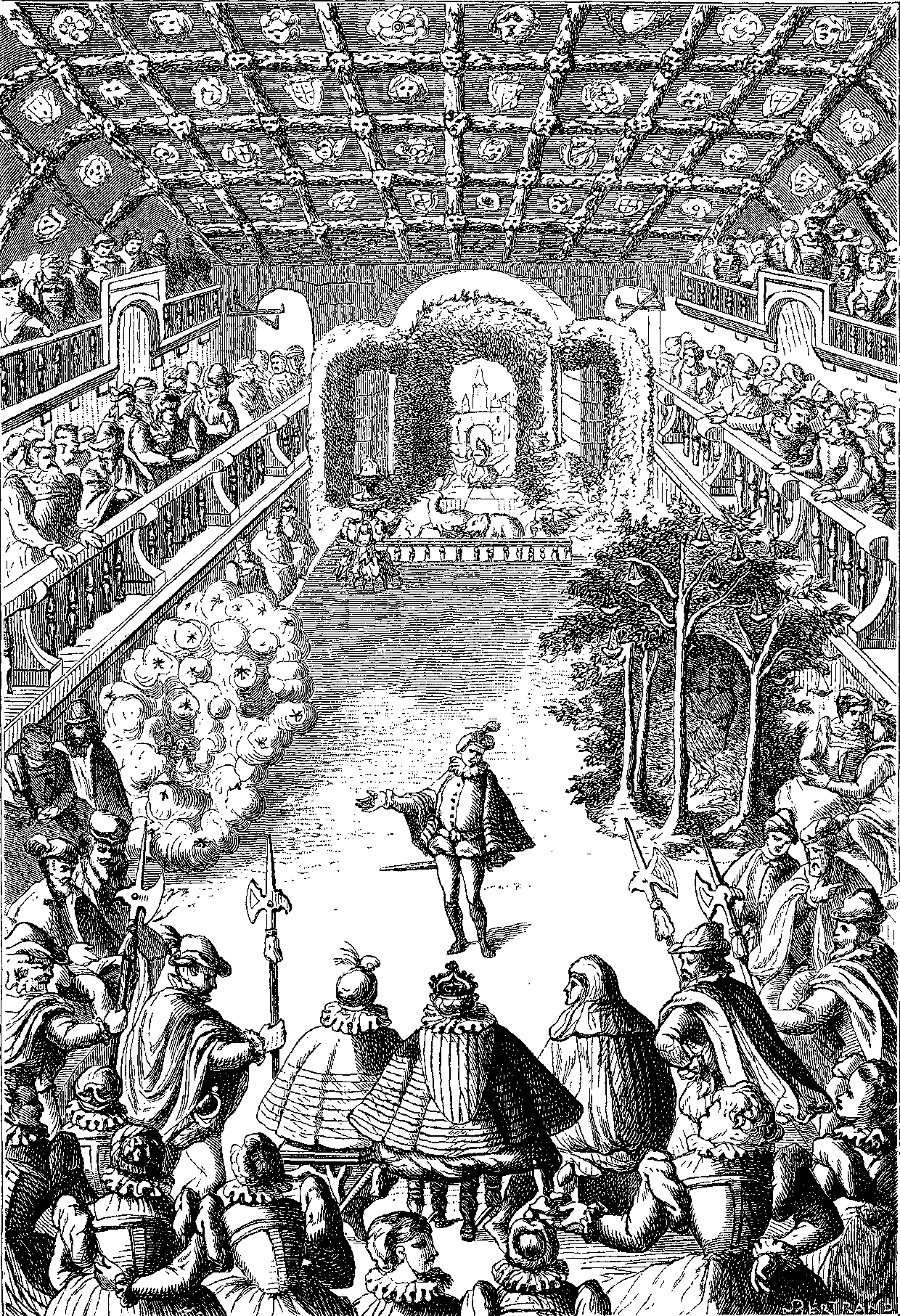
Gravure van het hofballet (1582)
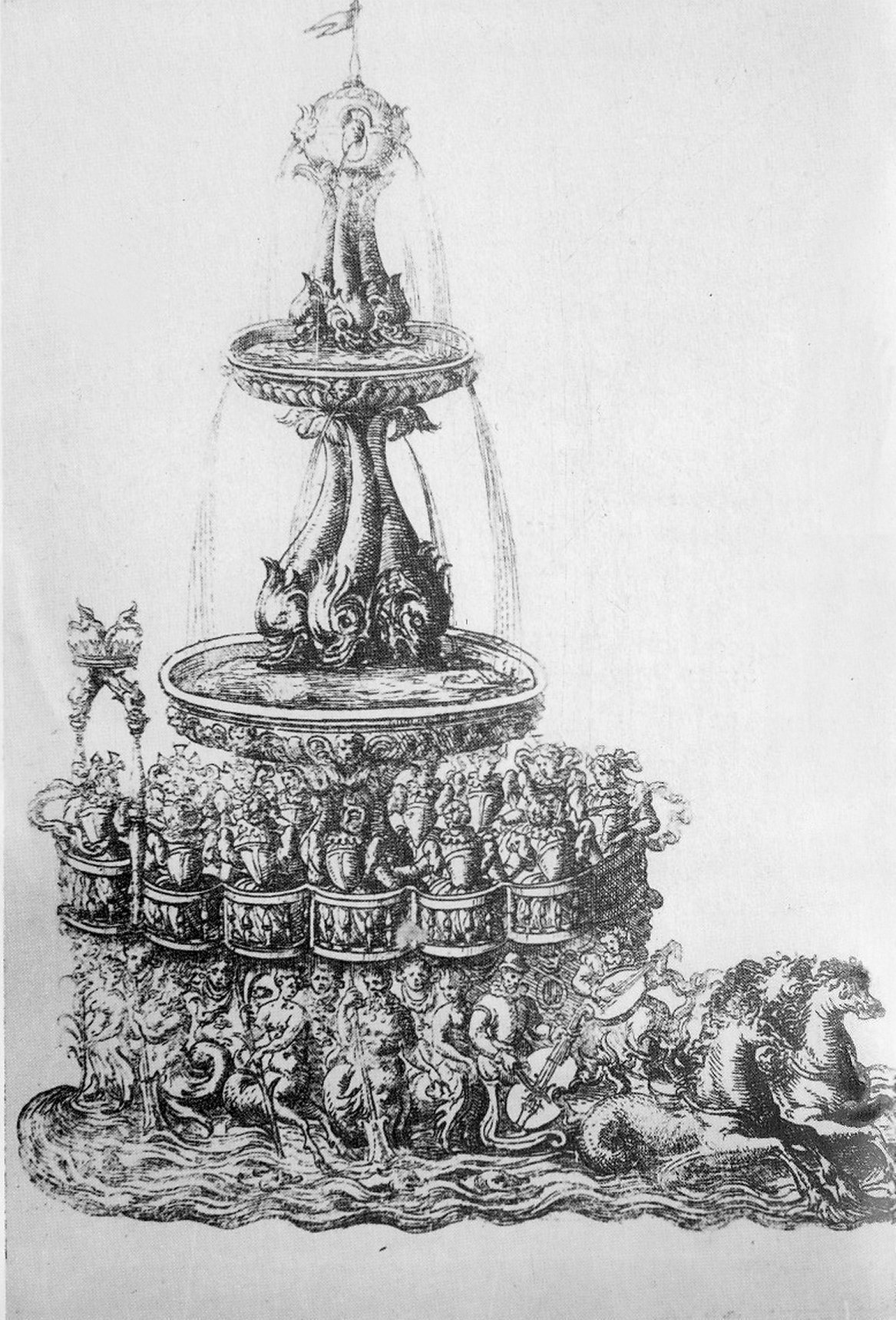
Scène uit het balletstuk